# Compsophorus eucoeleus
Compsophorus eucoeleus là một loài tò vò trong họ Ichneumonidae.